# 崇源院
崇源院（1573年—1626年11月3日），父親是戰國大名淺井長政，母親是織田信長之妹阿市之方。她是江戶幕府二代將軍德川秀忠的正室，一般對她的稱呼包括阿江、小督（這兩個名字日文發音相同，應是她小時候的名字）以及阿江與（據說這個名字有「嫁與江戶」的含義）。她的長姊是豐臣秀吉的側室淀殿（茶茶），二姊是京極高次正室常高院（阿初），她們三人被合稱為淺井三姊妹。

## 生平
生於近江國小谷城，出生沒多久便遭遇母舅織田信長攻打其父淺井長政的根據地小谷城。淺井長政因與織田信長為敵，經過多年戰爭後，小谷城終於被攻陷。長政交代妻子阿市務必要活下去，在阿市帶著三個女兒離開小谷城後，長政自殺身亡。1582年，織田信長死於本能寺之變，織田家開始為了誰來繼承家業而產生派系鬥爭；信長三子織田信孝為攏絡柴田勝家，安排阿市改嫁給他，因此阿市帶著三個女兒前往越前國北庄城居住。1583年，羽柴秀吉攻陷北庄城，阿市與柴田勝家雙雙自盡，三個女兒便出城交由秀吉保護。
1584年，經由秀吉的安排做主下，小督嫁給她的表兄佐治一成為妻。佐治一成的母親阿犬是小督母親阿市的妹妹，因此兩人可謂親上加親。但後來一成在小牧長久手之戰時竟然支持織田信雄與德川家康那一方，觸怒了秀吉，秀吉便強行命令兩人離婚。之後，秀吉再次做主，把小督嫁給他的養子豐臣秀勝為妻，但是1592年時，秀勝竟在文祿之役時病逝於海外，與小督之間有一個女兒豐臣完子。
1595年，秀吉為和家康親上加親，把二十三歲、已經有多次結婚經驗的小督再度改嫁給只有十七歲的德川秀忠做正室。秀忠與她結婚後，兩人之間生有二子五女，較有名的是長女千姬嫁給豐臣秀賴，五女和子嫁給後水尾天皇，而長子德川家光是後來的三代將軍。她有鑑於自己生下家光卻不能親自養育，生下次子德川忠長後便堅持不請乳母，因此後來希望忠長當將軍。但家光乳母春日局向德川家康表明此事後，由家康強力穩固住家光的地位，因此忠長當將軍的希望也落空了。
隨著次女珠姬的早逝、長女千姬與三女勝姬婚姻不幸以及次子忠長的仕途不順遂，使得小督晚年充滿苦惱。1626年11月3日（寬永三年九月十五日），正當秀忠與家光兩將軍前往京都謁見天皇時，小督於江戶城西之丸去世，享年五十三歲。小督死後得到非皇族女性所能得到的最高封位，獲贈為從一位，法名「崇源院殿一品大布陣昌譽和興仁清大禪定尼」，她去世後火葬，墓地位於增上寺。

## 家庭

### 親族
父親：淺井長政
繼父：柴田勝家
養父：豐臣秀吉
母親：織田市
同母姊妹：茶茶（淀殿）、初
異母兄弟姊妹：萬福丸（輝政）、萬壽丸、政治（円壽丸）、くす 、刑部卿局 (千姬的乳母)，淺井井賴(淺井長政的養子)

### 婚姻關係
第一任丈夫：佐治一成(天正12年/1584年結婚，大約在同年因政治立場問題，被豐臣秀吉強迫離婚)
第二任丈夫：豐臣秀勝(在秀勝當龜山城城主時結婚的，1592年秀勝出征並在朝鮮巨濟島病故)
第三任丈夫：德川秀忠(文祿四年/1595年結婚)

### 子女
除了豐臣完子為江與豐臣秀勝的孩子，其餘皆與德川秀忠所生。
完子：文祿元年（1592年）生，江改嫁給德川秀忠時成為淀殿的養女。慶長9年（1604年）6月嫁給九條關白家的九條忠榮成為北政所。
千姬（天樹院）：慶長2年（1597年）生，出生地為伏見城內的德川屋敷。慶長8年（1603年）嫁給豐臣秀賴當正室。元和2年（1616年）豐臣家滅亡後，改嫁給姬路新田藩主本多忠刻。
珠姬（天德院）：慶長4年（1599年）生，出生地為江戶城。慶長6年（1601年）嫁給加賀藩第2代藩主前田利常當正室。為第3代藩主前田光高的母親。
勝姬（天崇院）：慶長6年（1601）年生，出生地為江戶城。慶長16年（1611年）嫁給越前藩主松平忠直當正室;
初姬（興安院）：慶長7年（1602年）生，出生地為伏見城（但也有另一說法是江戶城），為常高院的養女。慶長16年（1611年）嫁給松江藩主京極忠高(常高院丈夫的兒子)當正室;
德川家光：慶長9年（1604年）生，出生地為江戶城。是江戶幕府第3代大將軍;
德川忠長：慶長11年（1606年生，出生地為江戶城。寬永9年（1632年）成為駿府藩主;
和子（東福門院）：慶長12年（1607年生，出生地為江戶城。元和6年（1620年）以後水尾天皇女御入宮（後來為中宮）。是第109代明正天皇的母親。

## 登場作品
小說
- 花之系譜：淺井三姊妹物語（SUNRISE出版（日语：サンライズ出版）、畑裕子著）
- 亂紋（文藝春秋、永井路子（日语：永井路子）著）
- 美女戰士（中央公論新社、諸田玲子（日语：諸田玲子）著）
- 江：波瀾與愛憎的生涯（世界文化社、中島道子（日语：中島道子）著）

影視劇
- 佐治與九郎覺書（1963年、TBS、演：八千草薰）
- 戰國太平記 真田幸村（1966年、TBS、演：久我美子）
- 戰國艷物語（日语：戦国艶物語#第二部・淀君編）（1969年、ABC、演：南風洋子）
- 德川秀忠之妻（日语：徳川秀忠の妻）（1969年、CX、演：岡田茉莉子）
- 大坂城之女（日语：大坂城の女）（1970年、KTV、演：藤田佳子（日语：悠木圭子））
- 春之坂道（日语：春の坂道）（1971年、NHK大河劇、演：岩崎加根子）
- 柳生一族的陰謀（日语：柳生一族の陰謀#映画）（1978年、東映、演：山田五十鈴）
- 柳生一族的陰謀（日语：柳生一族の陰謀#連続ドラマ）（1978年、KTV、演：木暮實千代）
- 德川的女子們（日语：徳川の女たち）（1980年、CX、演：久保菜穗子（日语：久保菜穂子））
- 女太閤記（1981年、NHK大河劇、演：五十嵐淳子）
- 戰國的女子們（1982年、CX、演：十朱幸代）
- 大奧（1983年、KTV、演：栗原小卷）
- 女子們的大坂城（日语：女たちの大坂城）（1983年、NTV、演：泉平子）
- 德川家康（1983年、NHK大河劇、演：白都真理）
- 風雲江戶城 怒濤之將軍德川家光（日语：風雲江戸城 怒涛の将軍徳川家光）（1987年、TX、演：上月左知子）
- 春日局（1989年、NHK大河劇、演：長山藍子）
- 女帝 春日局（日语：女帝 春日局）（1990年、東映、演：吉川十和子（日语：君島十和子））
- 信長KING OF ZIPANGU（1992年、NHK大河劇、演：津川里奈）
- 德川武藝帳：柳生三代的劍（日语：徳川武芸帳 柳生三代の剣）（1993年、TX、演：范文雀）
- 秀吉（1996年、NHK大河劇、演：濱松惠（日语：濱松恵））
- 家康最恐懼的男人 真田幸村（日语：家康が最も恐れた男 真田幸村）（1998年、TX、演：南野陽子）
- 影武者德川家康（日语：影武者徳川家康#テレビドラマ (1998年・テレビ朝日版)）（1998年、ANB、演：泉知奈津）
- 葵德川三代（2000年、NHK大河劇、演：岩下志麻）
- 利家與松（2002年、NHK大河劇、演：垣内彩未）
- 大奥 第一章（2004年、CX、演：高島禮子）
- 功名十字路（2006年、NHK大河劇、演：原日佳）
- 天下騷亂〜德川三代的陰謀（日语：天下騒乱〜徳川三代の陰謀）（2006年、TX、演：片瀨梨乃（日语：かたせ梨乃））
- 茶茶 天涯的貴妃（2007年、東映、演：寺島忍）
- 柳生一族的陰謀（日语：柳生一族の陰謀#スペシャルドラマ）（2008年、EX、演：藤真利子）
- 寧寧：女太閤記（2009年、TX、演：高橋香織（日语：高橋かおり））
- 江～公主們的戰國～（2011年、NHK大河劇、演：上野樹里）
- 影武者德川家康（日语：影武者徳川家康#テレビドラマ (2014年・テレビ東京「新春ワイド時代劇」)）（2014年、TX、演：中山忍）
- 軍師官兵衛 （2014年、NHK大河劇、演：山岡愛姬（日语：山岡愛姫））
- 真田丸（2016年、NHK大河劇、演：新妻聖子）
- 柳生一族的陰謀（日语：柳生一族の陰謀#スペシャルドラマ（NHK））（2020年、NHK、演：齊藤由貴）
- 怎麼辦家康（2023年、NHK大河劇、演：舞子（日语：マイコ））

廣告
- 豐田汽車ReBORN系列廣告（演：前田敦子）